# Cupressus aromatica
Cupressus aromatica är en cypressväxtart som beskrevs av George Gordon. Cupressus aromatica ingår i släktet cypresser, och familjen cypressväxter. Inga underarter finns listade i Catalogue of Life.